# Gerhard (dessinateur)
Pour les articles homonymes, voir Gerhard.
Gerhard (né le 14 avril 1959 à Edmonton) est un dessinateur de bande dessinée canadien connu pour avoir réalisé les décors de la série Cerebus de Dave Sim de 1984 à 2004.

## Prix et récompenses
- 1994 :  Prix Eisner du meilleur recueil pour Cerebus : Flight (avec Dave Sim)
- 2005 : Prix Joe Shuster de la réalisation remarquable pour l'achèvement de Cerebus (avec Dave Sim)
- 2019 : Inscription au temple de la renommée de la bande dessinée canadienne, pour l'ensemble de son œuvre